# An der Straße
An der Straße war eine Ortslage im Norden der bergischen Großstadt Wuppertal. Der Name An der Straße ist als eigenständige Bezeichnung für diese Ortslage mehrheitlich nicht mehr im Bewusstsein der Bevölkerung vorhanden.

## Lage und Beschreibung
Die Ortslage liegt auf einer Höhe von 240 m ü. NHN im Kreuzungsbereich der Straßen In den Birken / Aprather Weg / In der Beek / Pahlkestraße in der Mitte des Wohnquartiers Beek im Stadtbezirk Uellendahl-Katernberg. Benachbarte Ortslagen sind Lipkens Katernberg/Vogels Katernberg, der Reithof Katernberg, Am Steinberg, In der Beek, Hosfelds Katernberg und An der Eiche.

## Geschichte
Die Ortslage ist aus einem Hof hervorgegangen, der als a.d. stras auf der Topographia Ducatus Montani des Erich Philipp Ploennies aus dem Jahre 1715 verzeichnet ist. 1815/16 besaß der Ort neun Einwohner. Eine der dort kreuzenden Straßen war ein Höhenweg (heute In den Birken und Pahlkestraße), der als Kohlenweg von regionaler Bedeutung und vermutlich namensgebend für den Ort war.
1832 gehörte der Ort zur Katernberger Rotte des ländlichen Außenbezirks des Kirchspiels und der Stadt Elberfeld. Der laut der Statistik und Topographie des Regierungsbezirks Düsseldorf als Kotten kategorisierte Ort wurde als auf der Straßen bezeichnet und besaß zu dieser Zeit ein Wohnhaus und ein landwirtschaftliches Gebäude. Zu dieser Zeit lebten 15 Einwohner im Ort, alle evangelischen Glaubens.